# Pedro Ortiz Dávila
Pedro Secundino Ortiz Dávila (* 21. Mai 1912 in Bayamón, Puerto Rico; † 8. Juli 1986 ebenda), bekannt unter dem Namen Davilita, war ein puerto-ricanischer Sänger.
Ortiz begann zehnjährig eine Ausbildung an der Musikakademie seiner Heimatstadt. Er war dort Schüler von Eleuterio Meléndez und Ángel Costoso und lernte Flöte und Euphonium zu spielen. 1927 kam er nach New York, wo er als Kurier für eine Kissenfabrik arbeitete und autodidaktisch lernte, Gitarre zu spielen. 1928 komponierte er sein erstes Lied, den Tango El leproso. Im Folgejahr gründete er mit Johnny Rodríguez seine erste Gruppe, das Junior Quartett, das jedoch nur kurze Zeit bestand.
1930 schloss er sich dem Sexteto de Pedro Flores an, mit dem er ab 1931 als Solist aufnahm, darunter Erfolge wie Celos, Dávila sonriendo, Nene, Palomita und Vete (1932), Adorada ilusión, und Blancas azucenas (1933), Carmelita, Martita und Yo no puedo (1934) sowie Linda, Sin bandera, Ciego de amor und Dame tu amor (1935).
1934 trat er außerdem dem Orchester des kubanischen Flötisten Alberto Socarrás bei. Dort entdeckte ihn Rafael Hernández, der ihn als Nachfolger von Alberto Carmona in seine Grupo Victoria aufnahm. Mit Hernández, Rafael Rodríguez und dem Gitarristen Francisco López Cruz wurde das Vicoria Quartet in Puerto Rico berühmt mit Aufnahmen wie Desmayo und Desolvo de amor (1934), Prexiosa und Campanitas de cristal (1935).
Im Jahr 1935 war er mehrere Monate Sänger im Orchester von Augusto Coén. Im Folgejahr gründete er das Quinteto La Plata, dem Rafael Rodríguez, Eufemio Vázquez, Juan Reyes und ein El Tampeñito genannter Kubaner, später Chencho Moraza, Fausto Delgado, Monchito Reyes, Cándido Vincentí, Monchito Ortega und andere angehörten. Ihr populärstes Stück wurde der Bolero Rio Abajo. 1937 kehrte er zum Sexteto Flores zurück, mit dem er um die 400 Lieder als Solosänger aufnahm.
Mit Rafael Rodríguez schloss er sich 1938 dem Orchester von Noro Morales an, mit dem jedoch auf Grund seiner von übermäßigem Alkoholkonsum beeinträchtigten Stimme nur wenige Aufnahmen entstanden. In den folgenden Jahren wurde seine musikalische Laufbahn von seiner Alkoholsucht beeinträchtigt, die er erst 1949 nach einer Haftstrafe überwand. Danach nahm er beim Label Rival einige Duette mit Claudio Ferrer und Chago Alvarado (u. a. Orphandad und Ansias locas) auf.
Nach einer Operation an den Stimmbändern 1953 konnte er als Partner des Bolerosängers Felipe Rodríguez nochmals mit Auftritten an allen hispanischen Theatern New Yorks, New Jerseys, Chicagos und Philadelphias an seine alten Erfolge anknüpfen. 1970 wurde er als Cantante Nacional de Puerto Rico geehrt.